# 天津市人民政府国有资产监督管理委员会
天津市人民政府国有资产监督管理委员会（简称天津市国资委），是由中华人民共和国天津市人民政府授权代表国家履行国有资产出资人职责的综合职能特设机构。

## 组织结构

### 内设机构
- 办公室
- 信访办公室
- 研究室
- 政策法规处
- 业绩考核处
- 统计评价处
- 产权管理处
- 规划发展处
- 企业改革改组处
- 经营预算处
- 监事会工作处
- 委托监管指导处[2]

## 监管企业
- 天津市轨道交通集团有限公司
- 天津一商集团有限公司
- 天津信托有限责任公司
- 天津滨海新区建设投资集团有限公司
- 天津天保控股有限公司
- 渤海证券股份有限公司
- 恒安标准人寿保险有限公司
- 天津市公共交通集团（控股）有限公司
- 天津银行股份有限公司
- 天津滨海农村商业银行股份有限公司
- 天津市水产集团有限公司
- 天津市政建设集团有限公司
- 天津津融投资服务集团有限公司
- 天津市建工集团（控股）有限公司
- 天津市长芦盐业总公司
- 天津泰达投资控股有限公司
- 天津市房地产集团有限公司
- 天津纺织集团（控股）有限公司
- 天津市旅游（控股）集团有限公司
- 天津津联投资控股有限公司
- 天津海泰控股集团有限公司
- 天津市自来水集团有限公司
- 天津城市基础设施建设投资集团有限公司
- 渤海财产保险股份有限公司
- 北方国际信托股份有限公司
- 天津能源投资集团有限公司
- 天津农村商业银行股份有限公司
- 天津市泰达国际控股（集团）有限公司
- 渤海银行股份有限公司
- 天津住宅建设发展集团有限公司
- 天津城建集团有限公司
- 天津劝业华联集团有限公司
- 天津华泽（集团）有限公司
- 天津钢管集团股份有限公司
- 天津钢铁集团有限公司
- 天津市建筑材料集团（控股）有限公司
- 天津市交通（集团）有限公司
- 中国天津国际经济技术合作集团公司
- 天津利和进出口集团有限公司
- 天津食品集团有限公司
- 天津市渤海轻工投资集团有限公司
- 天津百利机械装备集团有限公司
- 天津渤海化工集团有限责任公司
- 天津市医药集团有限公司
- 北方国际集团有限公司
- 天津市国有资产经营有限责任公司
- 天津津融投资服务集团有限公司
- 天津市冶金集团（控股）有限公司
- 天津市物产集团有限公司
- 天津港（集团）有限公司
- 天津中环电子信息集团有限公司
- 天津产权交易中心
- 渤海钢铁集团有限公司